# Quintomonarquistas

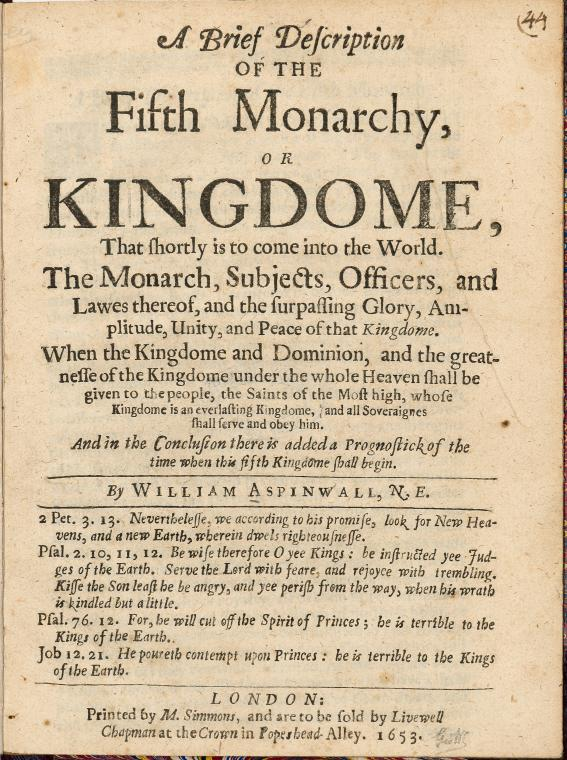
Portada de un libro descriptivo de la Quinta Monarquía escrito en 1653 por William Aspinwall.

Los quintomonarquistas (Fifth Monarchists) u hombres de la Quinta Monarquía (Fifth Monarchy Men) fueron una secta puritana protestante que surgió en Inglaterra durante el periodo de interregno entre los años de 1649 y 1660. Fueron uno de los más importantes de los grupos disidentes ingleses que prosperaron en ese momento. Su nombre proviene de un pasaje bíblico profético (en el libro de Daniel) en el que se establecía que en el mundo se sucederían cuatro grandes monarquías, o imperios (identificados como el babilonio, el persa, el macedonio y el romano), que precederían a la quinta monarquía, es decir, el reino de Cristo. Los hombres de la quinta monarquía extendían un mensaje milenarista en el cual se subrayaba la inminencia de la segunda venida de Cristo. Algunos de sus miembros más destacados fueron Thomas Harrison y Thomas Venner.